# Segskär
Segskär är ett skär i Åland (Finland). Det ligger i Skärgårdshavet och i kommunen Kökar i landskapet Åland, i den sydvästra delen av landet. Ön ligger omkring 80 kilometer öster om Mariehamn och omkring 210 kilometer väster om Helsingfors. Segskär ligger 3 meter över havet.
Öns area är 1,3 hektar och dess största längd är 200 meter i nord-sydlig riktning. Trakten är glest befolkad. Det finns inga samhällen i närheten.